# Кин, Эрик
Эррингтон Ридли Лидделл Кин (англ. Errington Ridley Liddell Keen; 4 октября 1910, Ньюкасл-апон-Тайн, Нортамберленд — июль 1984, Фулем, Большой Лондон) — английский футболист, левый вингер, и тренер. Кин играл как на профессиональном, так и на международном уровне, прежде чем стать тренером на национальном и международном уровне в Европе и Африке.

## Клубная карьера
Кин родился в Ньюкасл-апон-Тайне, где провёл молодёжную карьеру. Профессиональную карьеру начал в местном клубе «Ньюкасл Юнайтед», в котором за 5 лет сыграл только в 1 матче за основную команду. В 1930 году перешёл в «Дерби Каунти». В составе «баранов» Кин был игроком основного состава и сыграл более 200 матчей в национальном чемпионате. Сезон 1938/1939 провёл в составе клуба «Челмсфорд Сити». Следующий сезон был играющим тренером в команде «Херефорд Юнайтед». В военное время был игроком команд «Лидс Юнайтед» и «Бейкап Боро».

## Карьера за сборную
Дебют за национальную сборную Англии состоялся 7 декабря 1932 года в победном товарищеском матче против сборной Австрии (4:3). Всего Кин сыграл 4 матча за «трёх львов».

## Карьера тренера
С 1939 по 1940 года Кин был играющим тренером в клубе «Херефорд Юнайтед».
С 1947 по 1948 года возглавлял сборную Египта, которой руководил на Летних Олимпийских играх 1948 в Лондоне.
Позже Кин руководил сборной Гонконга в 1948 году, шведским клубом «Норрчёпинг» и турецким клубом «Бешикташ» в период с 1949 по 1950 года.

## Смерть
В июле 1984 года, в возрасте 73 лет, Кин умер.